# 嘉舍醫師的畫像
《嘉舍醫師的畫像》是荷蘭後期印象派畫家文森·梵谷（Vincent van Gogh）最著名的作品之一，繪於1890年，當時他已住進精神病院接受保羅·嘉舍醫師的治療。該畫作共有兩個版本。
第一個版本於1911年被法蘭克福的施泰德藝術館收購，隨後被納粹德國黨政軍領袖赫爾曼·威廉·戈林沒收並出售。
1990年5月15日，此畫以8250萬美金創下有史以來藝術品拍賣最高價格賣給了齊藤了英。然而在齊藤去世後賣給了蘇富比，截至2019年仍為不明的狀態。第二个版本原由嘉舍擁有，而後嘉舍的繼承人將其遺贈給予法國政府，目前懸在巴黎的奧塞美術館中。

## 外部連結
- U.S. News and World Report: Van Gogh's vanishing act